# With…夜はラジオと決めてます
with…夜はラジオと決めてます（ウィズ…よるはラジオときめてます）は、MBSラジオ（旧・毎日放送ラジオ）で2012年度ナイターオフ期間（2012年10月2日 - 2013年3月28日）の毎週火 - 金曜日に、同局本社（大阪市北区）のラジオαスタジオから放送されていた生ワイド番組。

## 概要
放送時間は、毎週火 - 木曜日の17:54 - 22:00と毎週金曜日の17:54 - 20:30（何れもJST）。放送上は、2012年10月1日から2013年3月25日まで毎週月曜日の19:30 - 21:00に放送の関連番組『夜はラジオと決めてます～大人な音楽館～』（よるはラジオときめてます～おとななおんがくかん～、当ページでは『大人な音楽館』と略記）と合わせて、『夜ラジ』（よるらじ）という通称を多用していた。ただし、ラジオ番組表では、いずれも「夜はラジオと決めてます」と表記している。
なお放送では、上記タイトルの「…」に、日替わりでパーソナリティの氏名（火曜日：田口壮、水曜日：秋山豊寛、木曜日：増田英彦、金曜日： イトキン）が入っていた。そのため、当ページでは便宜上、火～金曜日放送分全般を指す場合に『夜ラジ』と略記。また、『大人な音楽館』、2012年10月7日から2013年9月22日まで毎週日曜日の午前中に放送されていた『朝もラジオと決めてます』（あさもラジオときめています、通称『朝ラジ』）、2013年4月2日（火曜日）からナイターイン期間限定で放送される『ナイターのあともラジオと決めちゃいます?』（ナイターのあともラジオときめちゃいます?、通称『あとラジ』）も取り上げる。

### 『with…夜はラジオと決めてます』

#### 概要

##### 放送開始までの経緯
MBSラジオでは、2012年9月まで、ラジオ報道部が平日の夜間に『RadioNews たね蒔きジャーナル』（報道・川柳番組、以下『たね蒔きジャーナル』と略記）、『ネットワーク1・17』（防災情報・震災被災者支援番組）を制作。また、2010・2011年度ナイターオフ（10月 - 翌年3月）編成では、同局のスポーツ部が制作する『MBSとらぐみタイガースライブ!』（阪神タイガースを中心としたスポーツ情報番組、以下『とらぐみ』と略記）を火～日曜日の夕方に放送していた。
しかしMBSラジオでは、2012年のナイターオフ編成において、平日18 - 21時台に放送される自社制作番組の大幅な刷新に着手。以上の番組で扱った情報・企画を引き継ぎながら、MBSラジオの編成・制作・報道・スポーツ・技術各部による合同プロジェクトの一環として、火 - 金曜日で『夜ラジ』の放送を開始した。

##### コンセプト
当番組では、「大人のリスナー（仕事帰りの40～50代）」を想定したうえで、「今日を伝えるラジオ」「明日に期待を持てるラジオ」「共感できるラジオ」というコンセプトを設定。「夜はラジオと決めてます」という番組タイトルには、「日が暮れるまではラジオ以外のメディアやインターネットに接していても、日が暮れる時間からは、生活で接するメディアをMBSラジオだけに決めてみる」という宣言調のニュアンスを込めている。
ちなみに毎日放送では、『夜ラジ』開始前の2012年プロ野球シーズンから、テレビ・ラジオにおける阪神タイガース戦中継のキャッチフレーズとして「withタイガース」を提唱。当番組でも、リクエストやメッセージを寄せたリスナーから、毎日抽選で5名に「withタイガース」オリジナルのメモパッドを進呈していた。2012年11月19日（火曜日）の放送からは、メッセージを紹介したリスナー全員に、当番組オリジナルのステッカーをプレゼント。さらに、抽選で5名に、メモパッドとステッカーをセットで進呈するようになった。

##### 番組構成
『夜ラジ』では、『MBSタイガースライブ』『とらぐみ』で扱ってきたスポーツ情報と、『たね蒔きジャーナル』などで取り上げてきた報道・地域情報をコーナー単位で放送。報道系の企画・特集コーナーでは、「今を伝え、明日を考える」というMBSラジオ情報番組の目標・精神を基に、さまざまな課題を当事者への電話・収録取材やスタジオトークなどを通じて検証していた。その一方で、『大人な音楽館』との共通企画として、「あの頃こんなヒット曲」（週替わりで特定の1年間に流行した楽曲を放送する企画）を全曜日で随時放送。リスナーからも、その年に関するメッセージや楽曲のリクエストを受け付けていた。
MBSラジオのナイターオフ編成でスポーツ情報番組が生ワイド番組に内包されたのは、2009年度の『ノムラでノムラだ♪Go!Go!エキストラ』（『ノムラでノムラだ♪ EXトラ!』火～金曜日18時台）以来3シーズン振り。また、火曜日に『ネットワーク1・17』を組み込む一方で、水・木曜日には「ニュース深掘り」（『たね蒔きジャーナル』での企画を継承した報道特集）を放送した。ただし、近年のナイターオフ番組に続いて、『夜ラジ』でも他局（TBSラジオやニッポン放送など）制作の番組を一切内包しなかった。
テーマソングには、オオザカレンヂkeisuke（関西を中心に活動する男性ソロアーティスト）の楽曲（オープニング「ロマンティックあげるよ」・エンディング「ゆうきのたね」）を採用。番組内のジングルや電子メールの告知にも、彼の歌声が使われていた。

##### 主な出演者
パーソナリティには田口壮（元メジャーリーガー、オリックス外野手）、秋山豊寛（日本人初の宇宙飛行士、元TBS記者）、増田英彦（ますだおかだ）、イトキン（ET-KING）を日替わりで起用。増田にとっては、『MBSサウンドキングダム』火曜第1部（2008年4月 - 2009年3月）以来3年半振りに、MBSラジオの番組でレギュラーパーソナリティを務めることになった。また、増田以外のパーソナリティにとっては、当番組がMBSラジオで初めてのレギュラー番組。放送期間中の2012年12月には、同局が田口を「MBSラジオ　スペシャルウィーク」のPR大使にも起用した。
さらに、近年のナイターオフ編成で生ワイド番組のパーソナリティを担当してきた馬野雅行・近藤亨（いずれもMBSのスポーツアナウンサー）や、『たね蒔きジャーナル』でニュースキャスターを務めた亀井希生（同局アナウンサー）が「パートナー」として日替わりで出演。19時台に放送するニュースコーナーや報道系企画（前述）には『たね蒔きジャーナル』のレギュラー出演者（水野晶子、千葉猛、上田崇順、近藤勝重など）、スポーツコーナーには同局の野球解説者がそれぞれ登場していた。

#### 放送日時
- 毎週火 - 木曜日　17:54 - 22:00
  - 『MBSタイガースライブスペシャル』としてプロ野球（主にポストシーズンゲーム）を中継する場合には、放送時間を（基本として21:00 - 22:00の1時間に）短縮したうえで、『たね蒔きジャーナル』と同じくニュースコーナーを中心に放送。この場合には、パーソナリティは出演せず、パートナー・アシスタント・ニュースキャスターだけで進行していた。
- 毎週金曜日　17:54 - 20:30
  - 20:30 - 21:00は『弁護士の放課後 ほな行こか〜(^o^)ﾉ』、21:00 - 22:00は『報道するラジオ』を編成していたため、放送時間が他曜日より短かった。
  - 『MBSタイガースライブスペシャル』としてプロ野球を中継する場合には、放送を休止していた。

#### 出演者
（　）：出演時点での所属・肩書

◎：出演時点でMBSのアナウンサー

☆：出演時点でMBSの野球解説者

●：『たね蒔きジャーナル』から続投

○：『MBSタイガースライブ』『とらぐみ』から続投

キャスター・コーナー出演者は当該コーナーにのみ出演する人物を記述

| 放送曜日・ 番組タイトル       | 火曜日 『with田口壮』          | 水曜日 『with秋山豊寛』             | 木曜日 『with増田英彦』                          | 金曜日 『withイトキン』                      |
| ----------------------------- | ------------------------------ | ----------------------------------- | ------------------------------------------------ | -------------------------------------------- |
| パーソナリティ                | 田口壮 （野球評論家）          | 秋山豊寛 （京都造形芸術大学教授）   | 増田英彦 （ますだおかだ）                        | イトキン （ET-KING）                         |
| パートナー                    | 馬野雅行◎○                     | 近藤亨◎○                            | 亀井希生◎●                                       | 亀井希生◎●                                   |
| アシスタント                  | 豊永真琴○                      | 野村朋未                            | 豊永真琴○                                        | 奥村麻衣子                                   |
| スポーツキャスター            | 森本栄浩◎                      | 金山泉◎○                            | 仙田和吉◎○                                       | 井上雅雄◎○                                   |
| ニュースキャスター            | 上田崇順◎●                     | 水野晶子◎●                          | 上田崇順◎●                                       | 千葉猛◎●または 上田崇順◎● （週替わりで担当） |
| ニュースコメンテーター        | 平野幸夫● （毎日新聞大阪本社） | 近藤勝重● （毎日新聞東京本社）      | 二木一夫● （毎日新聞大阪本社） 近藤勝重●         | 近藤勝重●                                    |
| スポーツコメンテーター        | （田口が兼務）                 | 太田幸司☆○ 今岡誠○ （以上週替わり） | 一枝修平☆○ 安藤統男☆○ （主に一枝が出演） 赤木誠◎ | 遠山奨志☆○ 亀山つとむ☆○ （以上週替わり）     |
| 報道・教養系企画 プレゼンター | 「ネットワーク1・17」 千葉猛◎● | 「ニュース深掘り」 上田崇順◎●       | 「ニュース深掘り」 水野晶子◎●                    | 「しあわせの雑学」 近藤勝重●                 |

- 木曜パーソナリティの増田は、2013年の1月まで、東京でのスケジュールなどとの兼ね合いで原則として21時頃まで出演（後述）。増田の出演が21時頃までの場合には、21時台のコーナーを亀井と豊永のみで進行していた。また、パートナーやキャスターを務めるアナウンサーが出演できない場合には、他曜日担当のアナウンサーが代演。2013年2月12日（火曜日）の放送では、馬野が体調不良で休演したため、スポーツキャスターの森本が急遽パートナー代理を務めた。
- スポーツキャスターは基本として「夜ラジ Today's　Sports Topix」（18時台前半のスポーツコーナー）にのみ出演。「スポーツ深掘り」（スポーツ系の日替わり企画コーナー）にも登場したり、担当日以外の「夜ラジ　Today's Sports Topix」にリポーターとして出演したり、『MBSタイガースライブ』担当の美藤啓文や松本麻衣子（いずれもMBSアナウンサー）が代理を務めたりすることもあった。
- ニュースキャスターは基本として、「○月○日（放送日）のニュース」（19時台後半のニュースコーナー）にのみ出演。ただし、17時台後半から22時までに地震や異常気象が発生した場合には、（当番組を含む）レギュラー番組を中断したうえで地震速報や気象警報を伝えた。また、金曜日の千葉（または上田）は、出演週に放送の『報道するラジオ』にもリポーターとして登場していた。
- 木曜日以外のニュースコメンテーターは、「○月○日のニュース」と報道・教養系企画にのみそれぞれ出演。木曜日には、二木が「○月○日のニュース」、近藤勝重が「ニュース深掘り」にのみそれぞれ登場した。なお近藤は、『たね蒔きジャーナル』に続いて、毎日放送東京支社ラジオスタジオからの生中継形式で出演していた。
- スポーツコメンテーターについては、『MBSとらぐみタイガースライブ』からの続投扱いで、MBSの野球解説者が日替わりで随時出演。同コーナーと「スポーツ深掘り」に登場する[17]。2012年度の『夜ラジ』最終放送（3月28日・木曜日）には、「タイガース猛虎かるた」の特別企画を実施する関係で、安藤・一枝が揃って出演している。
- スポーツアナウンサーである木曜日の赤木は、「スポーツ深掘り」にのみ出演。放送期間中に開催の2013 ワールド・ベースボール・クラシックについては、スポーツライターの鷲田康が取材・中継リポートを担当した。

#### 放送内容
「　」内は放送で使われているコーナータイトルで、時刻は目安。

太字で記したコーナーは、火 - 金曜日を通じて放送。

##### 主な共通コーナー
- 「夜ラジ　Today's Sports Topix」（18時台前半）
  - 馬野・近藤亨以外のスポーツアナウンサーが、スポーツキャスターとして日替わりで1名ずつ出演。パートナーによっては、当コーナーのタイトルを「夜ラジ Sports Topix」と呼ぶこともあった。
  - コーナーの最初には、スポーツキャスターの取材報告などを交えながら、阪神タイガース（以下「阪神」と略記）の最新情報を紹介。その後で、阪神以外のスポーツニュースを3本伝える。『とらぐみ』時代のような日替わり企画を設けない代わりに、それぞれのニュースを深く掘り下げながら伝えることが特徴。
  - 金曜日には他の曜日と違って、当該週の阪神の動向を振り返る一方で、週末に実施予定の主なスポーツイベントも紹介。アシスタントの奥村が『サンデー競馬中継　みんなの競馬』（2013年3月までMBSラジオで放送されていた競馬中継番組）にも出演しているため、週末に競馬の重賞レースを控えている場合には、同番組の実況アナウンサーや遠山（亀山）が1着馬の予想を披露していた。
  - 2013年2月の阪神春季キャンプ期間中には、一軍のキャンプ地・沖縄県宜野座村との二元中継を実施する関係で、当コーナーの放送枠を19時近くにまで拡大。馬野・近藤亨を含むスポーツアナウンサーは、キャンプ取材で交互に現地へ赴くため、現地の特設スタジオから出演していた。放送日によっては、パーソナリティも特設スタジオから出演したり、阪神の選手・コーチがゲストで登場したりすることがあった[18]。その一方で、パートナーとアシスタントは、通常の放送と同じく毎日放送本社ラジオαスタジオから出演。阪神以外のスポーツニュースについては、金曜日の競馬予想を除いて割愛していた。
  - 放送最終週の2013年3月26日（火曜日）・27日（水曜日）・28日（木曜日）には、第85回記念選抜高等学校野球大会の開催期間と重なることから、当コーナーの終了後（18時台後半）に「春一番!センバツ甲子園」を内包。当コーナーのスポーツキャスターが、放送当日の試合結果を伝えていた。
- 「あの頃こんなヒット曲」（火～木曜日19時台後半・21時台前半、金曜日のみ18時台後半・19時台後半）
  - 特定の1年（2012年など）を週替わりのテーマとして、出演者や収録ゲストなどからのリクエストを交えながら、その1年間に流行した楽曲を日曜日の『朝ラジ』から金曜日の『夜ラジ』まで可能な限り流した。ちなみに、当企画で扱う楽曲では、ジャンルや邦楽・洋楽の違いを問わない。また、原則としてフルコーラスを放送。金曜日の『夜ラジ』で、翌週のテーマ年を発表していた。
  - 『夜ラジ』では、コーナースポンサーを付けたうえで、2回に分けて放送。テーマに沿った楽曲を1～2曲流すほか、テーマに設けた年の思い出話や、その曲にまつわるエピソードを随時紹介していた。
  - 火～木曜日には、スポンサーが付かない時間帯にも、時間調整などの目的で該当するテーマの楽曲を放送。金曜日には、週替わりのテーマに沿った楽曲加えて、ET-KINGの楽曲も流していた。
- 「MBS交通情報」（18:55頃）
  - プロ野球シーズン中は『MBSタイガースライブ』に内包。スタジオからアシスタントが関西地方の道路概況を伝えた。
- 「スポーツ深掘り」
  - 『とらぐみ』後半の日替わり企画を発展させたコーナーで、放送時間・内容は曜日によって異なる。2012年12月の「MBSラジオ　スペシャルウィーク」期間中の放送では、同年のシーズンに一軍で頭角を現した阪神タイガースの若手選手を、日替わりでゲストに迎えている[19]。
    - 火曜日：「It's World Wide Sports So Cool」
      - 田口と馬野が進行するコーナー。当番組の開始直前（2012年9月）に野球からの引退を発表したばかりの田口が、野球以外のスポーツで活躍するアスリートをゲストに迎えたうえで、「Human's Eye」「Athelete's Eye」「International Eye」と称する視点からゲストの素顔や活躍の背景に探った。
      - アスリートのゲストを迎えない週には、田口にとって馴染みの薄いスポーツを紹介。スポーツキャスターの森本をはじめ、そのスポーツに詳しいアナウンサーなどがプレゼンターとして出演した。
      - 『夜ラジ』シリーズでは2013年最初の放送になった1月1日には、前年12月10日に『MBSマンデースペシャル』（当時は月曜日の21:00 - 22:00）枠で放送された特別番組『星野仙一の熱血仙一夜! 特別編　闘将と鉄人が語る一時間スペシャル』から、“闘将”星野と“鉄人”金本知憲（元・阪神タイガース外野手）による対談パートの音源をディレクターズ・カット版として特別に流した。

    - 水曜日：「秋山豊寛のスポーツ天文台」
      - 太田（または亀山）や近藤亨が、スポーツにあまり詳しくないことを自認している秋山に対して、世界中のさまざまなスポーツを紹介。コーナータイトルの「天文台」は、秋山が宇宙飛行士であることにちなむ。放送週によっては、近藤亨以外の毎日放送アナウンサーが、当コーナーにのみプレゼンターとして出演することがあった。

    - 木曜日：「オレたちまだまだベースボールキッズ」
      - 増田・亀井・豊永・赤木がレギュラーで出演。また、安藤か一枝（いずれも阪神OB）が交代で登場していた。コーナーのテーマソングは、増田の愛聴歌である「Baseball Kid's Rock」（浜田省吾）。コーナータイトルは、同曲や『ますだおかだ寺田のベースボールキッズ』シリーズ（かつて増田が出演していたMBSラジオの深夜番組）にちなんでいる。
      - 毎日放送で30年にわたって阪神戦中継の実況を担当してきた赤木による進行・解説の下で、阪神タイガースのファンである増田を中心に、出演者がプロ野球について熱弁を振るった。トークのテーマは、タイガースに限らず、プロ野球黄金期の思い出話や赤木・安藤・一枝がつかんでいる（阪神を中心にした）球界の極秘情報にまで及んだ。
      - 2012年11月8日の当コーナーには、阪神甲子園球場の元ウグイス嬢・池田知子がゲストで出演。これを機に、翌週（同月15日）の放送からは、木曜日のみ佐藤の声を使った野球場内アナウンス風のジングルも流れるようになった[20]。
      - 「MBSラジオ　スペシャルウィーク」と重なった2012年12月13日の放送では、「タイガース猛虎かるた」（後述）との合同特別企画として2部構成で放送。第1部（19時台前半）には新井良太（阪神タイガース内野手）、第2部（21時台）には田村勤（元・同球団投手、現役時代に「Baseball Kid's Rock」をホームゲームの登場曲に使用）がゲストで登場した。

    - 金曜日：「気になるトラ戦士　オフはどないやねん」
      - 2012年シーズンを5位で終えた阪神の選手・コーチに対するインタビューコーナーで、井上が進行を担当。放送週によって、井上による事前収録の取材音源を流す場合と、選手やコーチを生放送中のスタジオへ迎える場合に分かれる。ちなみに、コーナーの最後には、インタビューに登場した選手やコーチからのリクエスト曲を1曲流した。
      - 前述の春季キャンプ期間中には、当コーナーでのインタビュー企画を組み込む格好で「夜ラジ　Today's Sports Topix」を拡大したため、当コーナーを休止。「あの頃こんなヒット曲」やET-KINGの楽曲を放送していた。
- 「○月○日のニュース」（「○月○日」には放送日の日付が入る、19:30頃から約20分間放送）
  - 『たね蒔きジャーナル』のニュースコーナーを受け継ぐコーナー。毎日放送ラジオ報道部が注目する問題・事件・社会動向を中心に、コメンテーターの解説、中継リポート、当事者・専門家への電話インタビューなどを交えながら、放送日の主なニュースを伝えた。
  - 『たね蒔きジャーナル』からの流れで、東日本大震災・原子力発電所・在日米軍に関する動向を詳しく扱ったことが特徴。当初は18:57頃から19:15頃まで放送されていたが、2012年10月23日（火曜日）から現在の放送時間に変更した。
- 報道・教養系企画
  - 火曜日：「ネットワーク1・17」（19時台前半）
    - 阪神・淡路大震災（1995年）の発生直後から2012年9月24日まで、単独番組として放送されてきた防災情報番組を内包コーナー化。千葉がプレゼンター（コーナー進行役）、平野がコメンテーターを務めるほか、田口・馬野・豊永も出演した。
    - オープニングでは、独立番組第1回からの通算放送回数も必ずコール。放送週によっては、千葉が東日本大震災の被災地や災害対策の現場へ赴いたうえで、その現場で収録した音源を流した。なお当初は、「○月○日のニュース」の直後（19:20頃～20:00頃）に放送されていた。
    - 2012年12月18日の放送では、休暇中に宮城県石巻市（東日本大震災の被災地）を訪れたばかりの福本晋悟（MBSアナウンサー）が、千葉に代わってプレゼンターを担当。現地での「復興ツーリズム」に関する特集を放送した。

  - 水・木曜日：「ニュース深掘り」（20時台）
    - 『たね蒔きジャーナル』の特集に相当するニュース解説・討論コーナーで、同番組に続いて上田（水曜日）と水野（木曜日）が出演。当日のニュースコメンテーターが加わることもあった。
    - MBSラジオ報道部が特に注目している社会問題から、毎回1つのテーマを設定したうえで、上田・水野が現状や課題を報告。その報告を基に、課題の解決に向けて、他の出演者とともにトークを展開した。
    - テーマによっては、上田・水野による街頭インタビューの収録音源を放送したり、当コーナーの放送中に当事者・専門家への電話インタビューを実施したりすることもある。野田内閣による衆議院解散（2012年11月16日）から第46回衆議院議員総選挙の公示日（2012年12月5日）までの放送では、候補者の擁立を予定している政党の政策を紹介する目的で、主要政党の関係者が連日スタジオか電話で出演していた。
    - 水野が進行した2012年度の最終放送（2013年3月28日・木曜日）では、普天間基地移設問題（沖縄県）を取り上げた関係で、水野・亀井の元同僚（元・MBSアナウンサー）でもある三上智恵（琉球朝日放送アナウンサー）が電話で出演した。

  - 金曜日：「しあわせの雑学」
    - 近藤勝重が『たね蒔きジャーナル』時代から、毎日放送東京支社ラジオスタジオとの二元中継形式で続けているラジオコラム。当番組では、奥村が本社（大阪）スタジオでパートナーを務めていた。

以下はいずれも、火～木曜日の共通コーナー。
- 「今週の喜怒哀楽」（20時台前半）
  - 放送日までの1週間にパーソナリティが経験したことや、感じたことを自由に語る。パーソナリティがスタジオに出演できない場合には、語り手がパートナーの男性アナウンサーやニュースコメンテーターに代わっていた。[21]
  - 「with増田英彦 今週の喜怒哀楽」として放送する木曜日のみ、増田が1人でひとしきりトークを展開してから、トークテーマにちなんで増田が選んだ楽曲を1曲流した。「with田口壮」「with秋山豊寛」では、楽曲を流さない一方で、パートナーも当コーナーに出演していた。
  - （『大人な音楽館』を含む）『夜ラジ』では、木曜以外の曜日において、リスナーから「あなたの喜怒哀楽」というテーマでメッセージを募集。当コーナー以外の時間帯に随時紹介していた。
- 「ニュース」（21:40頃）
  - 「○月○日のニュース」では扱えなかったニュースや、最新のストレートニュースをパートナーが伝えた。ただし、MBSラジオの他の生ワイド番組に設けられている定時ニュース枠と違って『MBSニュース』というタイトルは付いていない。
- 「お天気のお知らせ」（21:43頃）
  - 「ニュース」に続いて放送。アシスタントが天気予報を伝えた。

##### タイムテーブル
2012年度最終放送週の内容を基に作成。（　）内の名前は、当該コーナーへの主な出演者。放送時刻は目安で、ゲストを迎えたり、中継を入れたりする場合にコーナーの放送順を入れ替えることがあった。

オープニングでは、出演者によるフリートークに続いて、放送週の「あの頃こんなヒット曲」に該当する年のヒット曲（金曜日のみET-KINGの楽曲）を1曲放送することがあった。

###### 火曜日
- 17:54　オープニング（田口・馬野・豊永）
- 18:10　「夜ラジ Today's Sports Topix」（田口・馬野・豊永・森本）
- 18:35　インフォマーシャルやイベントの告知など（豊永）
- 18:40　「田口壮の☆印」（田口・馬野・豊永）
  - 『ちちんぷいぷい』（当番組の直前までMBSテレビが関西ローカルで放送中の情報番組）のメインコーナー「きょうの☆印」と同じく、（「○月○日のニュース」で取り上げない）放送日のニュース・トピックスから、田口が特に注目した話題を豊永が紹介した。
  - 基本として、（夫婦・恋人などの）パートナーにまつわるトピックを1本入れることが特徴。当初は、「○月○日のニュース」と「ネットワーク1・17」の合間に（19:20頃から10分程度）放送されていた。
  - 2013年2月26日放送分では、アメリカでのメジャーリーグ春季キャンプ取材でスタジオに出演できない田口に代わって、亀山がパーソナリティ代理を担当。その関係で、当コーナーを「亀山つとむの☆印」として放送した。
- 18:53　「MBS交通情報」（豊永）
- 18:55　「ネットワーク1・17」（千葉・平野・田口・馬野・豊永）
- 19:30　「○月○日のニュース」（田口・馬野・上田・平野）
- 19:50  「あの頃こんなヒット曲」（豊永）
- 20:00　「with田口壮　今週の喜怒哀楽」（田口・馬野）[22]
- 20:25　「スポーツ深掘り It's World Wide Sports So Cool」（田口・馬野）
  - 当初は、18時台の後半に放送されていた。
- 20:45　「あの頃こんなヒット曲　Part2」（馬野）
  - 2012年11月6日の放送からは、火曜日の当コーナーのみ、「ビバ!松田聖子」というタイトルで馬野が進行。馬野が学生時代から愛好している松田の楽曲から、放送週のリクエスト対象年に発表された曲を1曲流すようになった。なお、対象年が松田のデビュー年（1980年）より前の場合には、馬野の趣味である「鉄道」（駅・列車など）にちなんだ当該年のヒット曲を放送。ただし最終放送（2013年3月26日）では、対象年が1970年だったにもかかわらず、馬野の思い入れが特に深い松田の楽曲を特別に流した。
- 21:00　日替わり特集Part1「シリーズ　ザ・仕事人」（田口・馬野・豊永、2013年3月19日放送分で終了）
  - 世間で知られているようで意外と知らない「仕事人」（職人や会社経営者など）をスタジオに迎えたうえで、ラジオパーソナリティ・野球評論家として人生の再スタートを切ったばかりの田口を中心に、仕事や成功の秘訣などを聞いた[23]。
  - コーナーの最後に、田口がゲストに向けて「～さんにとって『仕事』とは何ですか?」と問い掛けることが特徴。放送回によっては、永瀬忠志（リヤカーを引きながら世界中を行脚する高校講師）や津村記久子（第140回芥川賞受賞作家）のように、ビジネス以外の分野で活躍する「仕事人」をゲストに迎えることもあった[24]。
- 21:30　日替わり特集Part2「見逃すと人生損する映画のコーナー」（田口・豊永）
  - 田口や豊永を中心に、出演者が新作映画（またはDVD作品）を1本紹介する。DVD作品を取り上げる場合には、「見逃すと人生損するDVDのコーナー」として放送した。
  - 放送週によっては、映画配給会社のプロモーターが登場したり、田口による映画俳優へのインタビュー音源を放送したりすることもある。2012年11月13日の放送からは、プロモーターが女性であれば「（映画にちなんで）エイガール」、男性であれば「映男（ええおとこ）」と称するようになった。
- 21:40　「ニュース」（馬野）
- 21:43　「お天気のお知らせ」（豊永）
- 21:45　「あの頃こんなヒット曲　Part3」（豊永）
- 21:55　エンディング（田口・馬野・豊永）

###### 水曜日
- 17:54　オープニング（秋山・近藤亨・野村）
- 18:10　「夜ラジ　Today's Sports Topix」（秋山・近藤亨・野村・太田または亀山・金山）
- 18:35　日替わり特集Part1
  - スタジオにゲストを迎えたり、リスナーからのメッセージを紹介したり、電話インタビューを実施したりする。放送週によって内容が大きく変わるため、コーナータイトルを特に付けていなかった。
  - 番組開始当初は、『ちちんぷいぷい』で山中真（MBSアナウンサー）のリポートによる「リアル世界くん」（海外取材企画）を放送した週に、この時間（または21時台前半）に「ちちんぷいぷい延長戦　ラジオでリアル世界くん」を放送。同番組では伝え切れなかった取材国の事情やエピソードを、山中が報告していた。
  - 2013年2月20日・27日および3月6日には、上野誠（万葉学者）を講師としてスタジオに迎えたうえで、毎日カルチャースペシャル ラジオウォーク（同年3月20日に奈良県内で開催）との連動企画をこの時間帯に放送していた。
- 18:53　「MBS交通情報」（野村）
- 18:55　「スポーツ深掘り 秋山豊寛のスポーツ天文台」（秋山・近藤亨・野村・太田または亀山がレギュラーで出演）
- 19:30　「○月○日のニュース」（秋山・近藤亨・水野・近藤勝重）
- 19:50　「あの頃こんなヒット曲」（野村）
- 19:55　インフォマーシャル・イベントの告知・メッセージの紹介など
- 20:00　「with秋山豊寛　今週の喜怒哀楽」（秋山・近藤亨・野村）
- 20:30　「ニュース深掘り」（秋山・近藤亨・上田）
- 20:45　「あの頃こんなヒット曲　Part2」（近藤亨）
  - 2012年12月5日からは、火曜日の「ビバ!松田聖子」に続いて、水曜日の当コーナーで「聖飢魔IIアワー」を試験的に放送。近藤亨が学生時代から愛好している聖飢魔IIの楽曲から、放送週のリクエスト対象年に発表された曲を、彼の解説を交えながら1曲流すようになった。
- 21:00　日替わり特集Part2「夜ラジカルチャー　夜カル（よるかる）!」（秋山・近藤亨・野村）
  - 映画・出版物・イベントなど、文化に関連する最新情報を紹介するコーナーで、2012年11月以降は、以下の企画を週替わりで放送。放送週によっては、「ちちんぷいぷい延長戦　ラジオでリアル世界くん」を当コーナーへ組み込むこともあった。
    - 「見逃すと人生損する映画のコーナー」（内容や趣旨は火曜日と同じ）
    - MARUZEN & ジュンク堂書店梅田店（毎日放送本社の近くで営業中の大型書店）の女性店員（放送上の名称は「ク堂ジュン子」）による新刊書の紹介[25]
    - 「かつよしこの実食プレゼンショー」（水曜日の構成作家・かつよしこが勧める期間限定販売などの飲食物を放送中に出演者全員で試食→自己購入の意思を「リピートする」という札で示すことによって評価）
- 21:30  日替わり特集Part3「音で遊ぶと世界が見える」（秋山・近藤亨・野村）
  - 2013年1月30日から放送。民族音楽の生演奏など、世界各国の文化・民俗・風習にちなんだ音を紹介していた。
  - 番組開始当初は、火曜日の「田口壮の☆印」と同じ趣旨のコーナー「秋山豊寛　今週の注目ニュース」を、「○月○日のニュース」の直後（19時台後半）に放送。放送日までの1週間に報じられたニュース・記事から、秋山が気になったトピックについて、秋山の私見や当事者への電話インタビューなどを交えながら詳しく紹介していた。
    - 放送週によっては、秋山が直々に会いたい人物をスタジオに迎えて対談する企画を、20時台の後半かこの時間帯に放送することもあった。2013年に入ってからは、孫崎享がゲストとして複数回出演している。
- 21:50　「ニュース」（近藤亨）
- 21:53　「お天気のお知らせ」（野村）
- 21:55　エンディング（秋山・近藤亨・野村）

###### 木曜日
- 17:54　オープニング（増田・亀井・豊永）
  - 番組開始の当初には、豊永がオープニングへ出演した後に、毎日放送本社付近のスポット・店舗から中継リポーターとして登場することがあった。その場合には、生中継をはさんで、増田と亀井だけで生放送を進行。豊永は、生中継を終えてから、放送終了までにスタジオへ戻る。
- 18:10　「夜ラジ　Today's Sports Topix」（増田・亀井・豊永・仙田・一枝または安藤）
- 18:25　日替わり特集Part1「タイガース猛虎かるた　第1部」（増田・亀井・豊永・仙田・一枝または安藤）
  - 過去に増田が出演していたMBSラジオの深夜番組（『どーだ!ますだおかだ』など）の系譜を受け継ぐリスナー投稿コーナーで、「あいうえお順に『タイガース猛虎かるた』を作る」という設定の下に、タイガースの選手・OB・歴史に関する雑学を交えた文言をリスナーから募集。紹介した文言から増田が「MVP」を決定するとともに、「MVP」に選ばれた文言を、投稿者の氏名（ラジオネーム）とともに当番組の公式サイトに掲載していた。『どーだ!ますだおかだ』時代からのいわゆる「ハガキ職人」からの投稿が多く採用される一方で、阪神タイガースの関係者をゲストに迎えた場合には、そのゲストに「MVP」を選ばせることがあった[26]。
    - 「く」の字を取り上げた2012年12月6日の放送では、リスナーからの投稿に加えて、前週金曜日（11月30日）の「気になるトラ戦士　オフはどないやねん」でスタジオに出演した久保康友（阪神タイガースの現役投手）からの文言も紹介。増田が平等な条件でMVPを選考したところ、久保の文言が「く」の字のMVPに決まった[27]。

  - 2012年12月20日の放送までは、原則として20時台の後半にのみ放送。毎回1文字のペースで、リスナーから送られた文言を紹介していた。増田がエンディングまで出演できる場合には、当コーナーの放送時間を21時台の前半にまで拡大。2文字分の投稿を取り上げていた。2012年12月13日に当コーナーを「オレたちまだまだベースボールキッズ」との合同特別企画（前述）として2部構成で放送したところ、過去最多の投稿件数に達した[28]ため、同年最後の放送（同月27日）から第1部と第2部（本来の放送時間である20時台後半）による構成へ移行した。
    - 番組開始から2部構成へ移行するまでは、この時間帯をインフォマーシャル・イベントの告知・リスナーからのメッセージ紹介などのフリーゾーンに設定。2012年11月15日の放送からは、「ビッグムーン」の愛称で知られる大月勇（毎日放送ラジオ営業部員、元・同局アナウンサー）が、増田・亀井・豊永を交えながらインフォマーシャルを伝えていた。
    - 2部構成へ移行してからは、第1部のみ、「夜ラジ　Today's Sports Topix」の出演者がそのまま登場。ただし、投稿内容の選考に時間を要することから、2部構成へ移行後は放送中に第2部への投稿だけを受け付けた。

  - 2013年2月28日放送分からは、1回の放送につき3文字分の投稿を受付。さらに、2012年度の最終放送時点で「わ」（あいうえお順で最後の文字）までのかるたを完成させるために、2部構成から3部構成に移行した（後述）。
- 18:45　「あの頃こんなヒット曲　Part1」（増田・亀井・豊永）
  - 木曜日には、阪神タイガース・プロレスファンの増田にちなんで、テーマに設定している年の阪神・プロレスをめぐる動向を豊永が当コーナーで紹介。リスナーからも、当時の阪神にまつわるエピソードを募集していた。2013年1月からは、「ビバ!松田聖子」（火曜日）「聖飢魔Ⅱアワー」（水曜日）と同じ要領で、増田が愛好する浜田省吾がテーマ年に発表した楽曲を流すこともあった。
- 18:55　「MBS交通情報」（豊永）
- 19:00　「スポーツ深掘り オレたちまだまだベースボールキッズ」（増田・亀井・豊永・赤木がレギュラーで出演）
- 19:30　「○月○日のニュース」（増田・亀井・上田・近藤勝重）
- 19:50　日替わり特集Part2「タイガース猛虎かるた　第2部」（増田・亀井・豊永）
  - 「タイガース猛虎かるた」が3部構成に移行した2013年2月28日から放送。放送内容は第1部と同じだが、取り上げる文言の頭文字は第1部の次の文字である（第1部での頭文字が「あ」の場合には「い」から始まる文言を紹介）。
  - 当コーナーを始めるまでは、この時間帯をリスナーからのメッセージ紹介などに充てていた。
- 20:00　「with増田英彦　今週の喜怒哀楽」（増田・亀井）
- 20:15　「ニュース深掘り」（増田・亀井・水野・平野または近藤勝重）
  - 2013年最初の放送日（1月3日）には、新春特別企画として、門戸厄神（兵庫県西宮市）からの生中継に差し替え。増田と同じ松竹芸能所属のかみじょうたけしがリポーターを務めた。
- 20:35　日替わり特集Part3「タイガース猛虎かるた 第3部」（増田・亀井・豊永）
  - 番組開始から2012年12月20日までは、「タイガース猛虎かるた」をこの時間帯にのみ放送。増田は2013年1月まで、この時間帯まで出演した後に、スケジュールの都合で帰京することが多かった。2012年11月1日からは、この時間帯まで出演する場合に、馬野による車掌風のアナウンス音源（増田に対して新大阪発東京行新幹線「ひかり」最終便への乗車を促すメッセージ）を当コーナーの最後で流していた。
  - 2012年12月27日に2部構成へ移行したのを機に、第2部として放送。2013年2月28日からの3部構成化によって、第2部の次の文字から始まる文言を取り上げるようになった。
  - 2012年度の最終放送（2013年3月28日）には、オープニング・19時台後半・21時台前半の3部構成で放送した結果、「わ」までのかるたが完成。番組スタッフが実際に、イラスト入りのかるたを作成した。
- 21:00　「あの頃こんなヒット曲　Part2」
  - 増田は、「タイガース猛虎かるた（第2部）」までしか出演できない場合にも、新大阪駅へ向かうタクシーの車中（または同駅の構内）から当コーナーに電話で出演することがあった。その場合には、増田が移動中に運転手から聞き出したリクエスト曲も流した。増田がエンディングまで出演できる場合には、「タイガース猛虎かるた（第2部）」を延長する関係で、当コーナーの放送時間を21時台の後半にまで繰り下げた。
- 21:15　日替わり特集Part4
  - 「亀井希生の夕刊スイーパー」（2012年10月11日～2013年3月21日）
    - 『こんちわコンちゃんお昼ですょ!』（MBSラジオ平日午後の生ワイド番組）で放送中の「とれたて!駅売り夕刊紙」（月～木曜日15時台、亀井が月・木曜日のナビゲーターを担当）からのスピンオフコーナー。放送日に関西圏で発売された夕刊紙（夕刊フジ、日刊ゲンダイ、大阪スポーツ）から、同コーナーで紹介できなかった取っておきの記事を3～4本程度取り上げた[29]。
    - 2012年の最終放送（2013年3月28日）には、「タイガース猛虎かるた」の完成記念特別企画として、安藤と一枝の一騎討ち形式による「タイガース猛虎かるた大会」（かるた取り）をこの時間帯に放送[30]。リスナーに勝者を予想させたうえで、予想の的中者から抽選で20名に「猛虎かるた」の実物を進呈した（結果は19枚獲得の安藤が5枚差で一枝に勝利）。
- 21:50　「ニュース」（亀井）
- 21:53　「お天気のお知らせ」（豊永）
- 21:55　エンディング

###### 金曜日
- 17:54　オープニング（イトキン・亀井・奥村）
- 18:10　「夜ラジ　Today's Sports Topix」（イトキン・亀井・奥村・井上・遠山または亀山）
- 18:35　インフォマーシャル・イベントの告知（奥村）
- 18:40　日替わり企画Part1
  - スタジオにゲストを迎えたり、ET-KINGの楽曲を放送したり、リスナーからのメッセージを紹介したりした。
- 18:55　「MBS交通情報」（奥村）
- 19:00　「スポーツ深掘り　気になるトラ戦士　オフはどないやねん」（イトキン・亀井・奥村・井上・遠山または亀山）
- 19:30　「○月○日のニュース」（イトキン・亀井・千葉または上田・近藤勝重）
- 19:40　「しあわせの雑学」（近藤勝重・奥村）
- 19:50　「あの頃こんなヒット曲」（亀井）
- 20:00　「withイトキン　ハートフルイトキン」（イトキン・亀井・奥村）
  - イトキンがオリジナルのハートフルソングを1曲作ることを目標に、リスナーから幸せを感じるエピソードを募ったうえで、毎週その一部を紹介するコーナー。イトキンは、エピソードを参考に「サヨナラの続き」を作詞・作曲したうえで、2013年3月15日放送および最終放送（同月22日）の当コーナーで披露した。
- 20:10　日替わり企画Part2「金曜どうでしょう」
  - スタジオと街頭をつないでの生中継など、週替わりでさまざまな企画を放送。放送週によっては、「見逃すと人生損する映画のコーナー」や、特定の分野（○○）に詳しい人物を招いてのスタジオトーク企画「○○は俺にまかせろ」を組み込んでいた。
- 20:25　エンディング（イトキン・亀井・奥村）
  - ET-KINGの楽曲を1曲流したうえで、書道の心得があるイトキンが、当日の放送で感じたことや印象に残った言葉を書にしたためて発表。当番組公式サイト内の「今日のひとこと」では、金曜日の放送終了後に、その書の画像を公開していた。
  - 他曜日より放送時間が短いことから、他曜日でエンディング近くに放送している「ニュース」「お天気のお知らせ」については、21時台の『報道するラジオ』の中で伝えていた。

## 『夜はラジオと決めてます～大人な音楽館～』
パーソナリティは鳥居睦子で、前述の「あの頃こんなヒット曲」を軸に、オールディーズや懐かしの歌謡曲などを放送。放送週のリクエスト対象年を発表したうえで、リスナーから楽曲のリクエストや、その楽曲にまつわるエピソードを募集した。
また、『大人な音楽館』独自の企画として、20時台後半に「大人な映画館」を編成。リクエスト対象年に日本で人気のあった映画を数本紹介するとともに、紹介した映画のサウンドトラックから数曲を放送していた。
鳥居によるワンマンDJスタイルの音楽番組でありながら、『夜ラジ』と同じく、番組内では「○月○日のニュース」や「お天気のお知らせ」も編成。オープニングの直後（19時台後半）に放送される「○月○日のニュース」には、河本光正（MBSアナウンサー、独立番組時代の『ネットワーク1・17』最終パーソナリティ）がキャスター、平野がコメンテーターとして出演していた。
パーソナリティの鳥居は、『茶屋町音楽アワー』（2003年度 - 2005年度、火 - 木曜日）の終了以来7シーズン振りに、MBSラジオ・平日夜間のナイターオフ番組でレギュラーパーソナリティを担当。当番組の放送期間中には、月曜日のアシスタントを務める『ノムラでノムラだ♪ EXトラ!』に続いて、当番組で生放送を取り仕切った。また、「お天気のお知らせ」では、『夜ラジ』のアシスタントと同様に天気予報を伝えた。
なお、初回に当たる2012年10月1日には、『with・・・夜はラジオと決めてます前夜祭』として放送。同年のナイターイン編成まで月曜日の20:00 - 21:00に放送されてきた『MBSマンデースペシャル』は、当番組の後枠（21:00 - 22:00）で継続している。2013年2月18日には、本来の放送枠に続いて、『MBSマンデースペシャル』を『夜はラジオと決めてます～大人な音楽館～延長スペシャル』に充てた。

## 『朝もラジオと決めてます』
『夜ラジ』の開始を機に、毎週日曜日に放送。『夜ラジ』に出演しない上田悦子（毎日放送アナウンサー）が、1人でパーソナリティを務めていた。
2013年3月31日までは、毎週日曜日の6:45 - 7:00に放送。放送前週の『夜ラジ』から、特にリスナーの興味を引いた話題について、ハイライトシーンの音源を改めて流していた。また、『夜ラジ』放送期間中の同月24日までは、「あの頃こんなヒット曲」で放送週にリクエストを募集するテーマ年をいち早く紹介。その年に発表された1曲も放送していた。
なお、2012年10月7日から同月28日までは、上記の放送枠を「第1部」として編成。自社制作による独立番組の『ごきげんサンデー・ミュージック』（7:00 - 7:30）『地球時間への旅』（7:30 - 7:45、2012年9月まで「第1部」の放送枠で編成）をはさんで、7:45 - 7:59に「第2部」を放送していた。同年11月4日からは、当番組の放送枠を「第1部」のみに短縮する一方で、第2部の放送枠を新番組『野村啓司のさそわれて京都』に充てていた。
『夜ラジ』『大人な音楽館』の放送終了後も、当番組は放送を継続。2013年4月7日からは、放送枠を毎週日曜日の9:00 - 9:15へ移動した。これを機に、『夜ラジ』シリーズとは直接の関係がないMBSラジオの番組・主催イベント情報や、関西と縁のあるアーティストのインタビューを中心に放送。また、『夜ラジ』シリーズとは別に、番組独自の公式サイトも開設された。
2013年9月22日の放送で終了。同月29日からは、当番組の放送枠で、原田伸郎の冠番組『のぶりんの聞きのがサンデー』を放送する。その一方で、「放送週にMBSラジオで流れた番組のダイジェスト音源を再生する」という当番組の制作手法は、U.K. （くっすん）がナビゲーターを務める2013年10月からの新番組『1179　いい話　泣く話』（毎週土曜日17:45 -17:59）に引き継がれている。

## 『ナイターのあともラジオと決めちゃいます?』

### 概要
『夜ラジ』『大人な音楽館』の2012年度放送終了を機に、2013年4月2日（火曜日）からナイターイン限定のフィラー番組として放送を開始。通称は『あとラジ』で、基本放送枠は火～木曜日の21:00 - 22:00。『MBSタイガースライブ』のナイトゲーム中継を21時以降にも放送する場合には、中継の終了時点からステブレレスで直結していた。なお、金曜日の同じ時間帯には、同様のパターンで『報道するラジオ』の放送を継続する。
パーソナリティには、『MBSタイガースライブ』の「女子部員」（スタジオ担当アシスタント）である豊永（火曜）と石橋雅子（水・木曜）を、同番組との兼務扱いで起用。豊永は、『夜ラジ』の火・木曜アシスタントから事実上続投した。また、『夜ラジ』に続いて、「ロマンティックあげるよ」「ゆうきのたね」をテーマソングに採用。ジングルも『夜ラジ』から一部を流用している。

### 主なコーナー
『MBSタイガースライブ』の中継を21時台前半で終了できる場合には、22:00の終了を前提に当番組の放送枠を短縮。中継が21時台後半以降も続く場合には、中継終了後から25分間放送する。そのため、中継試合の進み具合によっては、以下のコーナーの一部を割愛することで対応していた。
- いいですねぇ・・・もう1回聴いちゃいます?（全曜日）
  - オープニング直後に放送。（『MBSタイガースライブ』での中継カードを含む）当日のプロ野球公式戦の結果・途中経過を伝えた。
  - コーナータイトルは『MBSタイガースライブ』の阪神戦中継で、阪神が得点を挙げたイニングの終了後に菱田盛之の声で流れるジングルの文言「いいねいいね!もう1回聴いてみよう!」にちなむ。当コーナーでも、放送時間に余裕がある場合には、このジングルを流しながら阪神選手の活躍シーンを実況音源で振り返った。
- 女子部員Presents
  - 豊永・石橋が企画・取材を担当する日替わりコーナー。ただし、中継を延長する場合には割愛することがあった。
    - 豊永真琴の“マコトの男前”（火曜日）
      - 幼い頃からの阪神ファンである豊永が、新旧を問わず応援してきた同球団の選手から、毎回1名に向けて熱い思いを綴った手紙を読み上げた。

    - 石橋雅子の“グルメ狙い撃ち”（木曜日）
      - 石橋によるグルメの紹介企画で、テーマは「明日のランチにおすすめのお店」。タイトルは石橋が学生時代に射撃の選手だったことにちなむ。リスナーからも、当番組専用のメールアドレス（ato@mbs1179.com）を通じて、テーマに見合った飲食店の情報を募集。その情報を基に、石橋が実際に食べ歩いた結果を報告することもあった。
- きょうのまとめのニュース・お天気のお知らせ（全曜日、いずれも『夜ラジ』『大人な音楽館』から継続）
  - 「きょうのまとめのニュース」では、火曜日に千葉、水曜日に上田崇順または亀井、木曜日に水野がキャスターを担当。放送時間に余裕のある日には、ニュースの合間にパーソナリティとのやり取りをはさむ。なお、亀井が担当する場合には、エンディングにも出演していた。
  - 「お天気のお知らせ」では、火曜日のみ豊永、水・木曜日には石橋が今後の天気概況を伝えた。
- 特集コーナー（◎：スポンサーが付いている関係で短縮版でも必ず放送）
  - 夜カル（全曜日）
    - 『夜ラジ』水曜日から継続。ただし、中継試合の進み具合によっては割愛していた。

  - ハートフル　イトキン（火曜日）◎
    - 『夜ラジ』金曜日のコーナーを、2013年6月4日放送分からスポンサー付きで復活。当コーナーのみ、イトキンと豊永が出演する。
    - 当番組では、「ハートフル」をテーマに、「音楽」「言葉」「人との出会い」などから毎週1つの「ハートフルワード」を設定。リスナーからのメッセージやET-KINGの楽曲を交えながら、イトキンと豊永が「ハートフルワード」にまつわるトークを展開する。

  - 上田義朗のベトナム元気（水曜日）◎
    - 2013年3月31日までは独立番組として、MBSラジオで毎週日曜日の6:30 - 6:45に放送。当番組では、独立番組時代の高井美紀（MBSアナウンサー）に代わって、石橋が聞き手を務めた。当番組終了後の2013年度ナイターオフ期間には、出演者を変えずに、再び独立番組として毎週水曜日の20:50 - 21:00に放送。

  - しあわせの雑学（木曜日）◎
    - 『夜ラジ』金曜日から継続。当番組では、「きょうのニュース」に続いて、水野が近藤の聞き手として出演。『たね蒔きジャーナル』時代まで続いていた近藤と水野によるやり取りを復活させている。
- 明日はどんな日?（全曜日）
  - 放送の翌日にちなんだ記念日、放送翌日に予定されている重要なイベント、過去にあった出来事、放送の翌日に誕生日を迎える著名なプロ野球関係者などを紹介。放送時間に余裕のある日には、放送翌日にちなんだ楽曲を流した。

放送初日には第85回記念選抜高等学校野球大会の準決勝、翌日（2013年4月3日）には同大会の決勝が開催されたため、両日とも『春一番!センバツ甲子園』の最終版を当番組へ内包した。また、「MBSラジオ　スペシャルウィーク」期間中の放送では、特別企画として事前収録による阪神の主力選手へのインタビュー音源を数日にわたって流していた。

## 放送休止・特別編成など

### 2012年
- 10月9日（火曜日）には、阪神タイガース・金本知憲外野手（当時、2013年から『MBSタイガースライブ』にゲスト解説者として随時出演）の引退試合に当たる横浜DeNAベイスターズ戦および試合終了後の引退セレモニーを、17:54から『MBSタイガースライブスペシャル』として中継（田口がゲスト解説者として出演）。さらに、当日が「トラックの日」（全日本トラック協会が制定する記念日）でもあったことから、中継終了後には『トラックは生活（くらし）と経済のライフライン』（TBSラジオ制作・JRN加盟33局ネットによる1時間の「トラックの日」記念特別番組）を放送した。このため、田口が中継終了後に出演する予定だった『夜ラジ』を全面休止。当初は同番組で伝える予定だった「ニュース」「お天気のお知らせ」については、前述の特別番組の終了後に、5分間の特別枠を設けて『MBSニュース』として放送していた。
- 10月15日（月曜日）には、『MBSタイガースライブスペシャル』として、ナゴヤドームから東海ラジオ制作のプロ野球クライマックス・セ第1ステージ第3戦（中日ドラゴンズ対東京ヤクルトスワローズ戦）を17:54から22:00まで中継。中継終了後も『政策情報　官邸発』（TBSラジオ制作、本来の放送時間は18:50 - 19:00）と『ほぐすらじお』（MBSの自社制作、本来の放送時間は19:00 - 19:30）を順番に放送したため、『大人な音楽館』の放送時間を20分間に短縮するとともに、「ニュース」「お天気のお知らせ」のみ放送した[33]。
- 2012年の日本シリーズ開催期間中の火～木曜日には、『夜ラジ』を中継終了直後から放送すべく、21:00 - 22:00を基準に1時間の放送枠を編成していた。しかし実際には、中継が21時台に食い込んだ10月30日（火曜日）に21:55 - 22:55、23:00にまで延びた10月31日（水曜日）に23:05 - 24:00、22時台の前半まで流れた11月1日（木曜日）に22:35 - 23:35へのスライド対応で放送された。10月31日の放送では、次枠番組『MBSうたぐみ Smile×Songs』（本来の放送時間は22:00　-　24:30）の放送枠を確保するため、当番組の放送枠を55分に短縮している。
- 12月14日（金曜日）にNHK大阪ホールで開かれた「『ラジオにタッチ!』フェスティバル」（NHK大阪および在阪AM・FMラジオ全局のパーソナリティ代表が一堂に会した公開イベント）には、『夜ラジ』木曜日パーソナリティの増田がトークセッション「ラジオノルツボ」のMCを務めていた。当日の『夜ラジ』では、イベント当日の放送中に、MBSラジオからの出演者（増田・子守康範・上泉雄一・近藤光史）による楽屋からの生中継を挿入。増田の出演日である12月20日（木曜日）の放送では、21時台前半に「ラジオノルツボ」のダイジェスト音源、エンディングでコブクロによる「ココロの羽」（『ラジオにタッチ!』キャンペーンソング）のライブ音源をそれぞれ流した。

### 2013年
- 1月15日（火曜日）から1月17日（木曜日）までの『夜ラジ』では、17日が阪神・淡路大震災（1995年）の発生18年目に当たることから、同震災関連の特集を全曜日の報道系企画で放送。17日には、震災を経験した火曜日パーソナリティの田口が「オレたちまだまだベースボールキッズ」へ特別に出演したほか、「ニュース深掘り」で水野による復興住宅からの生中継を放送した。
- 1月26日（土曜日）には、公開収録を兼ねた当番組初のイベント「with…夜はラジオと決めてます　がんばれ侍ジャパンスペシャル」（同年2月12日の『夜ラジ』で放送）[34]をなんばパークス（大阪市浪速区）で開催。『夜ラジ』火曜日の田口・馬野・豊永とゲストの吉井理人（北海道放送・FOX SPORTS野球解説者、前・北海道日本ハムファイターズ投手コーチ）[35]・鷲田によるトークショーや、オオザカレンヂkeisukeによるフリーライブを実施した。
- 2月10日（日曜日）には、『夜ラジ』のスタッフが制作した防災特別番組「はじめまして!出張教室」を『MBSサンデースペシャル』（20:00 - 21:00）で放送。『夜ラジ』火曜日の「ネットワーク1・17」で共演する千葉と田口が、大阪市立御幸森小学校で防災に関する出張授業を実施した模様を、高井美紀（MBSアナウンサー）がスタジオから紹介した。
- 3月5日（火曜日）から3月14日（木曜日）までのまでの『夜ラジ』では、『報道するラジオ』との共同企画として、東日本大震災関連の特集を全曜日の報道系企画で放送。震災発生から3年目に当たる同年3月11日（月曜日）には、『大人な音楽館』を休止する代わりに、『「報道するラジオ」震災特別番組～被災地と共に苦悩する関西人～』を編成した。
- プロ野球シーズン中の5月からは、『MBSタイガースライブ』のナイトゲーム中継を最初から予定していない火～金曜日（予備日など）に、『夜ラジ』木曜日・金曜日のテイストを引き継ぐ特別番組を『MBSタイガースライブ番外編』（以下『番外編』と略記）として月に1～2回のペースで17:53 - 21:00に放送。火～木曜日に放送する場合には、『あとラジ』枠（21:00 - 22:00）を『番外編』の拡大版として扱うため、実際の放送枠は『夜ラジ』木曜日より1分長い17:53 - 22:00になる。
  - 5月16日（木曜日）から放送を開始した火～木曜版の『番外編』には、『夜ラジ』木曜日レギュラーの増田・亀井・豊永が出演。19時台後半までは仙田と一枝（または安藤）を交えながら放送時点までの阪神の戦い振りを振り返るほか、20時台から以下のコーナーを放送するとともに、21時台後半には『あとラジ』の一部コーナー（「きょうのまとめのニュース・お天気のお知らせ」「ハートフル　イトキン」「しあわせの雑学」）を組み込む。
    - 「真琴の虎風荘ハンティング」（20時台前半）
      - 豊永による虎風荘（タイガースの二軍本拠地・阪神鳴尾浜球場敷地内にある合宿所）への二軍取材リポート。首脳陣や選手へのインタビューも放送する。

    - 「増田GMにお願い」（19時台後半～20時台前半）
      - 阪神のゼネラルマネジャー（GM）に扮した増田が、選手に対する自身の思い入れ、他球団ファンからの投稿、一枝・安藤による評価を交えながら、阪神と他球団による架空のトレード話を展開する企画。6月13日（木曜日）の放送分では、現役GMの中村勝広（元・MBS野球解説者、2012年9月のGM就任後はゲスト解説者）も電話で出演した。

    - 「タイガース猛虎かるた2013」（20時台後半）
      - 「タイガース猛虎かるた」（前述）の2013年版で、MVPに選ばれた文言は、投稿者のラジオネームとともに『番外編』の公式サイトで発表。同サイトでは、当コーナーの編集済み音源を、放送終了後からインターネットに向けてオンデマンド形式で配信している。

    - 「豊永真琴のセクシーベースボール」（21時過ぎ）
      - 野球で色っぽく聞こえる専門用語・表現の投稿を豊永が紹介する企画で、豊永は『番外編』とは別のスタジオから艶っぽい声で朗読。増田は、亀井と共に『番外編』用のスタジオで待機しながら、豊永が朗読した投稿を「ファウル」「ヒット」「ツーベース」「ホームラン」の4段階で評価する。

    - 「亀井希生の夕刊スイーパー」（21:30頃）
      - 『夜ラジ』木曜日から継承。放送上は、「豊永真琴のセクシーベースボール」（21時過ぎ）に続いて放送する。亀井は2013年4月から『こんちわコンちゃんお昼ですょ!』での「夕刊紙ナビゲーター」担当曜日を火・金曜日に変更しているが、当コーナーの趣旨は『夜ラジ』木曜日時代と変わらない。
- 『番外編』を水・木曜日に放送する場合の『あとラジ』枠には、石橋が出演しない代わりに、豊永が『番外編』に続いて進行を担当する。なお、金曜日に『番外編』を放送する場合には、『夜ラジ』金曜日レギュラーのイトキン・亀井・井上に加えて豊永・須藤理恵（青空）も出演する。
  - 2013年9月20日には、プロ野球の公式戦が最初から予定されていない金曜日にもかかわらず、『夜ラジ』木曜日がベースの『番外編』を約3ヶ月振りに17:54 - 21:00で生放送（事実上の最終回）。『夜ラジ』のレギュラーから増田・豊永・近藤亨（19:50まで）・遠山（20:20まで）・亀井（19:50以降）が出演したほか、阪神の平田二軍監督が特別ゲスト（19:30まで）、坂上俊次（中国放送のスポーツアナウンサー）が広島からの電話リポートで登場した。
    - 当日の放送中には、MBSラジオが2013年度のナイターオフ期間に、『夜ラジ』木曜日の後継番組として『週刊ますだスポーツ』（2013年10月10日から毎週木曜日17:54 - 21:00）を編成することを発表した。『週刊ますだスポーツ』には、『夜ラジ』木曜日から増田・仙田、『あとラジ』から石橋が出演。前述の「タイガース猛虎かるた2013」に加えて、『あとラジ』で放送されていた「しあわせの雑学」も引き継いでいる。

## 関連番組
- 報道するラジオ（当番組と同時に金曜21時台で放送を開始したMBSラジオの報道・教養番組、水野と平野が出演）
- RadioNews たね蒔きジャーナル（ニュースコーナーおよび報道系企画の前身番組）
- MBSとらぐみタイガースライブ!（スポーツニュースおよびスポーツ系企画の前身番組）
- ネットワーク1・17（2013年4月から再び単独番組として放送）
- こんちわコンちゃんお昼ですょ!（木曜日にはパートナーの亀井が同番組の「夕刊紙ナビゲーター」を兼務）
- 茶屋町プレミアムナイト（MBSラジオの2013年度ナイターオフ編成における共通レーベル、『夜ラジ』の後継番組群）
- MBSベースボールパーク日曜日（2022年度のナイターオフ版）
  - オリックスバファローズが「日本一」（日本シリーズ制覇）を成し遂げた2022年内の最終回（12月25日）で、当番組の火曜分を10年振りに復活させた特別企画として、『日本一になっても…夜はラジオと決めてます』を18:00 - 19:25に生放送。バファローズの一軍外野守備走塁コーチとして「日本一」に貢献した田口と、火曜分のパートナーだった馬野が出演したほか、「ロマンティックあげるよ」をオープニング・「ゆうきのたね」をエンディングで流していた。